# Triméthylaluminium
Le triméthylaluminium (ou triméthyl-aluminium) est un composé chimique de formule Al2(CH3)6, abrégée en Al2Me6, (AlMe3)2 ou TMA.  C'est une molécule de la famille des organoaluminiums. Il est pyrophorique en produisant une fumée blanche. Il est utilisé comme traceur visuel de mouvements d'air et dans la fabrication de semi-conducteurs. 

## Structure chimique
Al2Me6 existe en tant que dimère, analogie (pour sa structure et ses liaisons) au diborane. 
Comme dans le cas du diborane, les molécules sont reliées par deux liaisons à trois centres et deux électrons via le pont méthylène partagé entre les deux groupes d'atomes d'aluminium. Les atomes de carbone des groupes méthyle sont entourés chacun de cinq atomes voisins : trois atomes d'hydrogène et deux atomes d'aluminium. Les groupes méthyle échangent facilement leur position au sein de la même molécule et entre molécules différentes.

## Synthèse et applications
Le TMA est préparé par un processus en deux étapes qui peuvent être résumées comme suit :
2 Al  +  6 CH3Cl  +  6 Na  →  Al2(CH3)6  +  6 NaCl.
Le TMA est surtout utilisé pour la production de méthylaluminoxane (Al(CH3)O)n), un activateur de la réaction  de Ziegler-Natta de catalyse hétérogène pour la polymérisation d'oléfines. Le TMA est donc utilisé comme agent de méthylation. 
Le réactif de Tebbe, utilisé pour la méthylénation d'esters et de cétones, est ainsi préparé à partir de TMA. 
Le TMA est souvent libéré de fusées-sondes pour produire une fumée blanche utilisée comme traceur par les études de la configuration des vents de la haute atmosphère.
Le TMA est aussi utilisé dans la fabrication de certains semi-conducteurs en couche mince, en particulier de « diélectrique high-k » tels l'Al2O3 via des processus de dépôt chimique en phase vapeur ou de dépôt en couche mince atomique.
Le TMA forme un complexe avec l'amine tertiaire DABCO, qui est plus sûr à manipuler que le TMA lui-même.
En combinaison avec Cp2ZrCl2 (dichlorure de zirconocène), le groupe (CH3)2Al-CH3 produit une réaction de carboalumination.
La NASA (mission ATREX pour Anomalous Transport Rocket Experiment) a employé la fumée blanche qui se forme au contact de l'air par le TMA pour étudier le « jet stream » de haute altitude.

## TMA et semi-conducteurs
Le TMA est devenu la source d'organométallique préférée des producteurs de semi-conducteurs pour l'épitaxie en phase vapeur aux organométalliques (ou MOVPE). Les critères de qualité du TMA sont alors sa teneur en impuretés élémentaires et en impuretés (oxygénées et/ou organiques), qui doit être la plus faible possible.